# 桑特雷 (上索恩省)
桑特雷（法語：Cintrey，法語發音：[sɛ̃tʁɛ]）是法国上索恩省的一个市镇，属于沃苏勒区。

## 地理
桑特雷（47°45'2"N, 5°45'20"E）面积6.08 平方千米，位于法国勃艮第-弗朗什-孔泰大區上索恩省，该省份为法国东部内陆省份，北起顺时针与孚日省、贝尔福地区省、杜省、汝拉省、科多尔省和上马恩省接壤。
与桑特雷接壤的市镇（或旧市镇、城区）包括：绍维雷勒沙泰勒、莫莱、普雷涅、拉罗谢尔。

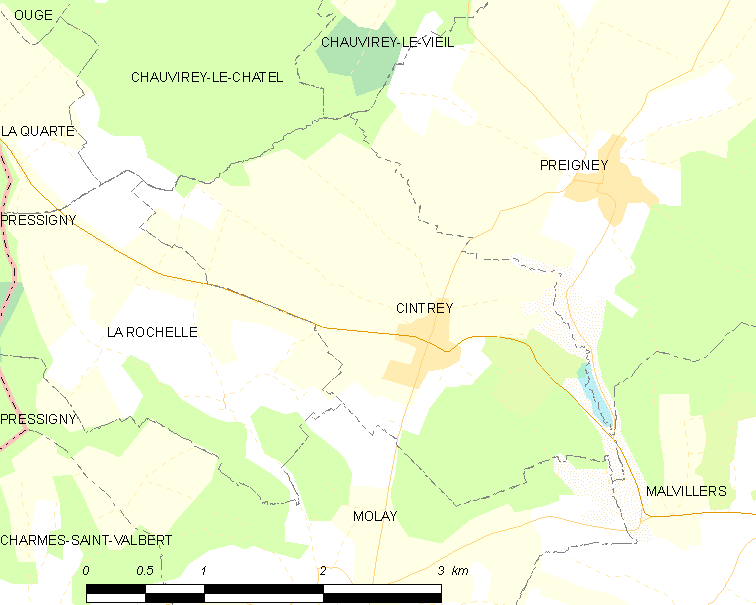
的OSM定位图

桑特雷的时区为UTC+01:00、UTC+02:00（夏令时）。

## 行政
桑特雷的邮政编码为70120，INSEE市镇编码为70153。

## 政治
桑特雷所属的省级选区为瑞塞县。

## 人口

1962-2008年间人口变化图示

桑特雷于2022年1月1日时的人口数量为97人。